# Tholera americana
Tholera americana là một loài bướm đêm trong họ Noctuidae.